# Partie polityczne Islandii

## Partie działające w Islandii[1][2]
Ważniejsze partie polityczne działające w Islandii to:

### Partie koalicji rządzącej
- Sojusz (Samfylkingin, S) – Największa proeuropejska i socjaldemokratyczna partia opozycyjna;
- Odrodzenie (Viðreisn, C) – Proeuropejska partia, bazująca na zielonym liberaliźmie;
- Partia Ludowa(inne języki) (Flokkur fólksin, F) –Populistyczna partia społecznego konserwatyzmu społecznego.

### Partie opozycyjne
- Partia Niepodległości (Sjálfstæðisflokkurinn, D) – Centroprawicowa partia agrarna, największe ugrupowanie opozycyjne;
- Partia Centrum(inne języki) (Miðflokkurinn, M) – Populistyczna partia konserwatywna;
- Partia Postępu (Framsóknarflokkurinn, B) – Prawicowa partia liberalnego konserwatyzmu;

### Partie i organizacje pozaparlamentarne
- Islandzka Partia Socjalistyczna(inne języki) (Sósíalistaflokkur Íslands; SFÍ) - Partia socjalistyczna, posiadająca dwuosobową reprezentację w Radzie Miasta Reykjavík;
- Partia Piratów (Píratar, P) – Partia promująca demokrację bezpośrednią oraz politykę piratów;
- Ruch Zieloni-Lewica (Vinstri græn, V) - Lewicowa partia demokratycznego socjalizmu
- Partia Demokratyczna(inne języki) (Lýðræðisflokkurinn, L) – Partia libertariańska, eurosceptyczna;
- Odpowiedzialna przyszłość(inne języki) (Ábyrg framtíð, ÁF)  – Partia libertariańska, powstała z ruchu antyszczepionkowego;
- Najlepsza Partia (Besti flokkurinn) – istnieje od 2009 roku;
- Libertariańskie Towarzystwo Islandii (Frjálshyggjufélagið) – istnieje od 2002 roku, nie bierze udziału w wyborach;
- Świetlana Przyszłość (Björt framtíð) – istnieje od 2012 roku.

## Partie historyczne
- Partia Socjaldemokratyczna (Alþýðuflokkurinn) – istniała w latach 1916-1999, weszła w skład Sojuszu;
- Komunistyczna Partia Islandii (Kommúnistaflokkur Íslands)) – istniała w latach 1930–1938, weszła w skład Partii Jedności Ludowej;
- Partia Nacjonalistyczna (Flokkur Þjóðernissinna) – faszystowska, istniała w latach 1934-1944;
- Partia Jedności Ludowej (Sameiningarflokkur alþýðu – Sósíalistaflokkurinn) – socjalistyczna, istniała w latach 1938-1968, weszła w skład Związku Ludowego;
- Partia na rzecz Zachowania Narodu (Þjóðvarnarflokkurinn) – antyamerykańska, istniała w latach 1953-1968, weszła w skład Związku Ludowego;
- Związek Ludowy (Alþýðubandalagið) - socjalistyczny, istniał w latach 1956-1999, wszedł w skład Sojuszu;
- Unia Lewicowo-Liberalna (Samtök frjálslyndra og vinstri manna) – istniała w latach 1969-1974;
- Lista Kobiet (Samtök um kvennalista) – feministyczna, istniała w latach 1983-1999, weszła w skład Sojuszu;
- Partia Obywateli (Borgaraflokkurinn) – konserwatywna, istniała w latach 1987-1991, wchłonięta przez Partię Niepodległości;
- Ruch Ludowy (Þjóðvaki) - lewicowo-populistyczny, istniał w latach 1994-1999, wszedł w skład Sojuszu;
- Nowa Siła (Nýtt afl) – antyimigrancka, istniała do 2007, wchłonięta przez Partię Liberalną;
- Partia Liberalna (Frjálslyndi flokkurinn) – istniała w latach 1998-2013, wchłonięta przez partię Świt;
- Ruch Islandzki - Żywa Ziemia (Íslandshreyfingin – lifandi land) - istniał w latach 2007-2009, wszedł w skład Sojuszu;
- Ruch Obywatelski (Borgarahreyfingin) – istniał w roku 2009;
- Ruch (Hreyfingin) - istniała w latach 2009–2013;
- Najlepsza Partia (Besti flokkurinn) – istniała w latach 2009–2014.